# Aqjangajuk Shaa
Aqjangajuk Shaa, né le 17 mars 1937 et mort en 2019, est un artiste inuit.

## Biographie
Aqjangajuk Shaa habite Cape Dorset. C'est l'une des figures essentielles de cette école.
Aqjangajuk est devenu une figure prééminente de l'art inuit en général et participe à des expositions depuis 1961. Ses œuvres étaient bien évidemment présentes dans les deux expositions fondatrices qui ont parcouru le monde :
- L'Estampe Inuit entre 1977 et 1982 (PARIS 1980),
- Les Chefs-d'œuvre de l'Arctique entre 1971 et 1973.

Il fut ensuite représenté dans la célèbre exposition sur les Traditions à l'Art Gallery of Ontario en 1985, celle sur l'Imagerie animale de la Winnipeg Art Gallery en 1985. Ses œuvres sont présentes dans la collection du Musée des civilisations et dans l'exposition d'ouverture À l'ombre du soleil à OTTAWA en 1988.
Sa notoriété lui a permis de réaliser des expositions solo depuis 1970 tant au Canada qu'aux États-Unis et en Allemagne.
Ses œuvres sont aussi dans les plus prestigieuses collections telles que celle du Metropolitan Museum of Art de New York, du Musée des Beaux Arts de Montréal, du Musée national des beaux-arts du Québec, collection de la famille Klamer à l'Art Gallery of Ontario, du Ministère des Affaires indiennes et du Nord d'Ottawa et de la Guilde à Montréal.
Elles illustrent le livre de référence de George Swinton et le Lord of the stone. Il illustre le livre Art Inuit, Éditions Fragments 1997 +2006, de Ingo Hessel Ed. Douglas et Mc Intyre 1998 Inuit Art, An Indroduction.
Il est le frère aîné de Tukiki ManomieA déjà célèbre.